# 인라인프리스타일
인라인프리스타일(Inline freestyle)은 인라인 스케이트 장비를 착용하고 기술이나 연기를 수행하는 스포츠이다. 세부종목으로는 스피드 슬라럼(speed slalom), 클래식 슬라럼(classic slalom), 페어 슬라럼(pair slalom), 배틀 슬라럼(battle slalom), 슬라이드(slide), 점프(jump)가 있다.
인라인 프리스타일(Inline freestyle) 종목의 예전 명칭은 인라인 슬라럼(Inline slalom)이다. 2019년에 인라인 슬라럼(inline slalom)에서 인라인 프리스타일(inline freestyle)로 종목 명칭이 변경되었다.

### 세부종목

#### 스피드 슬라럼(speed slalom)
80cm 간격의 20개의 콘을 얼마나 빠르게 통과하는 지를 겨루는 기록 경기이며, 출발선에서 첫 번째 콘까지의 거리는 12m이고 , 마지막 콘에서 결승선까지의 거리는 80cm이다. 참가 인원에 따라 예선과 본선으로 나누어 하며,  예선은 단독으로 경기를 실시하여 예선 결과에 따라 기록이 짧은 순서로  본선 진출자를 결정하고 본선 경기는 2명이 동시에 겨루는 토너먼트 방식으로 진행된다.

#### 클래식 슬라럼(classic slalom)
120cm(14개),80cm(20개),50cm(20개)의 간격으로 콘을 3줄로 놓고 일정 시간 안에 음악에 맞춰 연기하는 종목이다.경기 시간은 1분45초에서 2분 사이에 경기를 끝내야 하며 경기 시간을 벗어날 경우 패널티가 주어진다. 콘을 치거나 넘어지면 규정에 따라 감점이 되며 기술 점수와 예술 점수로 나누어 채점된다.

#### 페어 슬라럼(pair slalom)
클래식 슬라럼(classic slalom)과 동일한 경기장에서 치러지며, 2명이 함께 연기를 한다. 페어 슬라럼(Pair slalom)에서 주요 채점요인은 2명의 동작과 조화로움,일치감이다. 마찬가지로 기술점수와 예술점수가 더해지고, 팀 구성에는 남녀구분이  없으며, 시니어와 주니어의 구분도 없다.

#### 배틀 슬라럼(battle slalom)
예선과 본선으로 나누어 한조당 4명으로 오로지 기술만을 겨루는 경기이다. 예선의 경우에는 한 선수당 30초의 시간을 2회에 걸쳐 순차적으로 주어지고, 본선은 한 선수당 30초의 시간이 3회에 걸쳐 순차적으로 주어진다. 기술로만 겨루는 경기이므로 기술점수로만 경쟁한다.

#### 슬라이드(slide)
슬라이드는 정지 기술을 이용하여 정지 기술의 난이도와 자세 그리고 슬라이드 거리를 채점하는 경기이다. 한 선수당 3회의 기회가 제공된다. 국내대회에서는 아직까지 실시하지 않고 세계선수권이나 아시아선수권 같은 국제대회에서는 실시되어 지고 있는 종목이다.

## 같이 보기
- 세계 롤러스포츠 연맹